# La casa de Sílvia
La casa de Sílvia (títol original: Housekeeping) és una pel·lícula estatunidenca de comèdia dramàtica escrita i dirigida per Bill Forsyth, estrenada l'any 1987 i basada en la novel·la del mateix títol de Marilynne Robinson apareguda l'any 1980. Ha estat doblada al català. Rebé els premis del públic i al millor guió al Festival Internacional de Cinema de Tòquio del 1987. La pel·lícula es rodà al Canadà, en les províncies d'Alberta i la Colúmbia Britànica.

## Argument
Dues germanes, les joves Ruth i Lucille, creixen a Idaho en els anys 1950. Després d'haver estat abandonades per la seva mare i criades per parents grans, les germanes són adoptades per la seva tia excèntrica la manera de viure no convencional i imprevisible de la qual afecta les seves.

## Repartiment
- Christine Lahti: Sylvie
- Sara Walker: Ruth
- Andrea Burchill: Lucille
- Anne Pitoniak: Tia Lily
- Barbara Reese: Tia Nona
- Margot Pinvidic: Helen
- Wayne Robson: el principal